# Hořenec (Libčeves)
Hořenec (německy Horenz) je malá vesnice u Libčevsi v Ústeckém kraji. Stojí na úpatí vrchu Číčov v Českém středohoří.

## Historie
První písemná zmínka o vesnici pochází z roku 1251.

## Obyvatelstvo
Při sčítání lidu v roce 1921 zde žilo 123 obyvatel (z toho 58 mužů), z nichž bylo dvanáct Čechoslováků, 110 Němců a jeden cizinec. Všichni se hlásili k římskokatolické církvi. Podle sčítání lidu z roku 1930 měla vesnice 132 obyvatel: dvacet Čechoslováků a 112 Němců. I tentokrát všichni byli římskými katolíky.
|                                                             | 1869 | 1880 | 1890 | 1900 | 1910 | 1921 | 1930 | 1950 | 1961 | 1970 | 1980 | 1991 | 2001 | 2011 |
| ----------------------------------------------------------- | ---- | ---- | ---- | ---- | ---- | ---- | ---- | ---- | ---- | ---- | ---- | ---- | ---- | ---- |
| Obyvatelé                                                   | 129  | 143  | 145  | 142  | 143  | 123  | 132  | 70   | 58   | 34   | 35   | 40   | 38   | 27   |
| Domy                                                        | 28   | 28   | 27   | 29   | 29   | 29   | 32   | 21   | 30   | 11   | 11   | 16   | 16   | 17   |
| Počet domů z roku 1961 zahrnuje domy místní části Jablonec. |      |      |      |      |      |      |      |      |      |      |      |      |      |      |

## Pamětihodnosti
- přírodní rezervace Číčov – kopec na severozápadním okraji vesnice, holá čedičová kupa se stepními společenstvy a naleziště aragonitu[8]

## Galerie

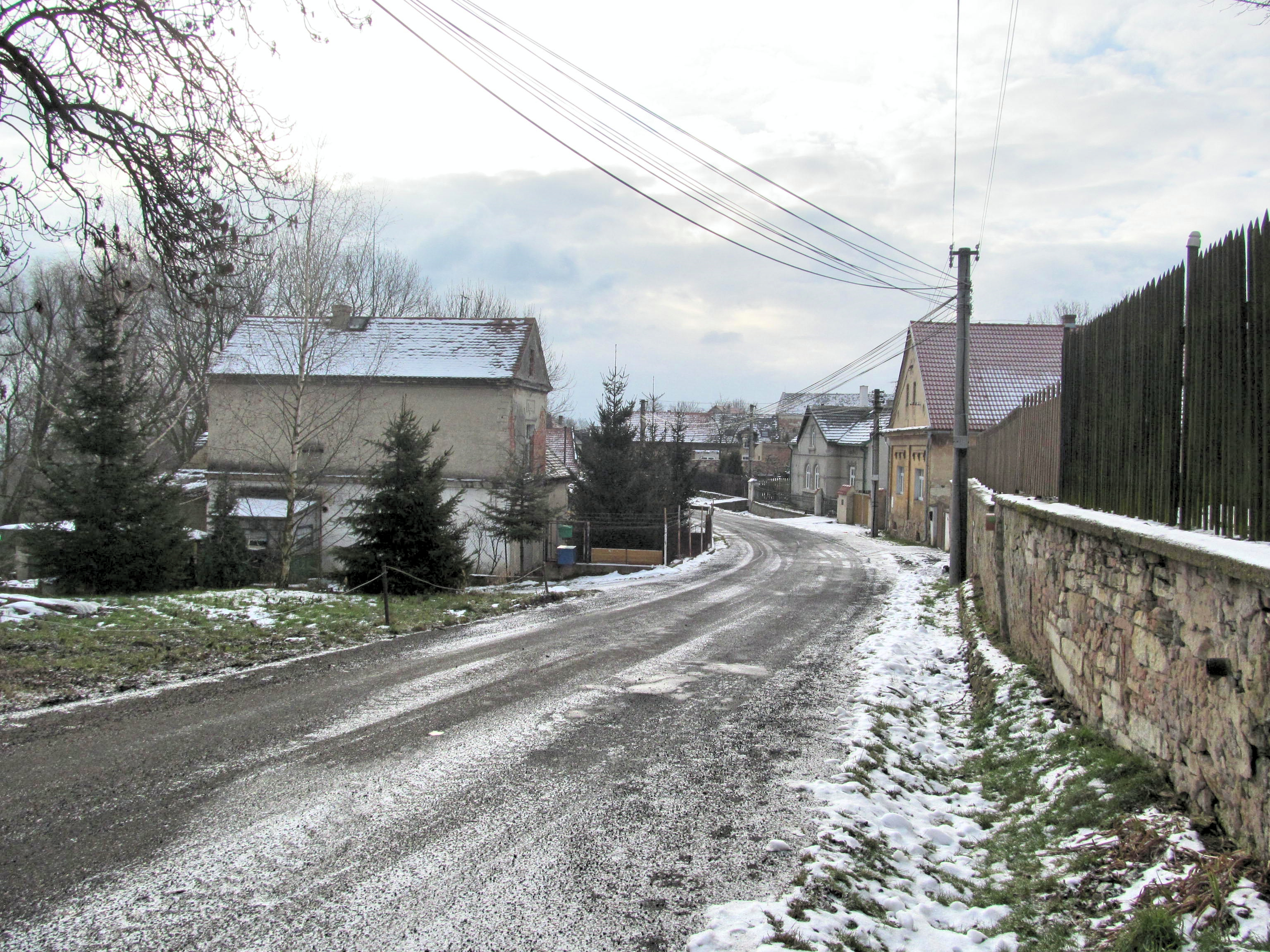
Průjezdní ulice
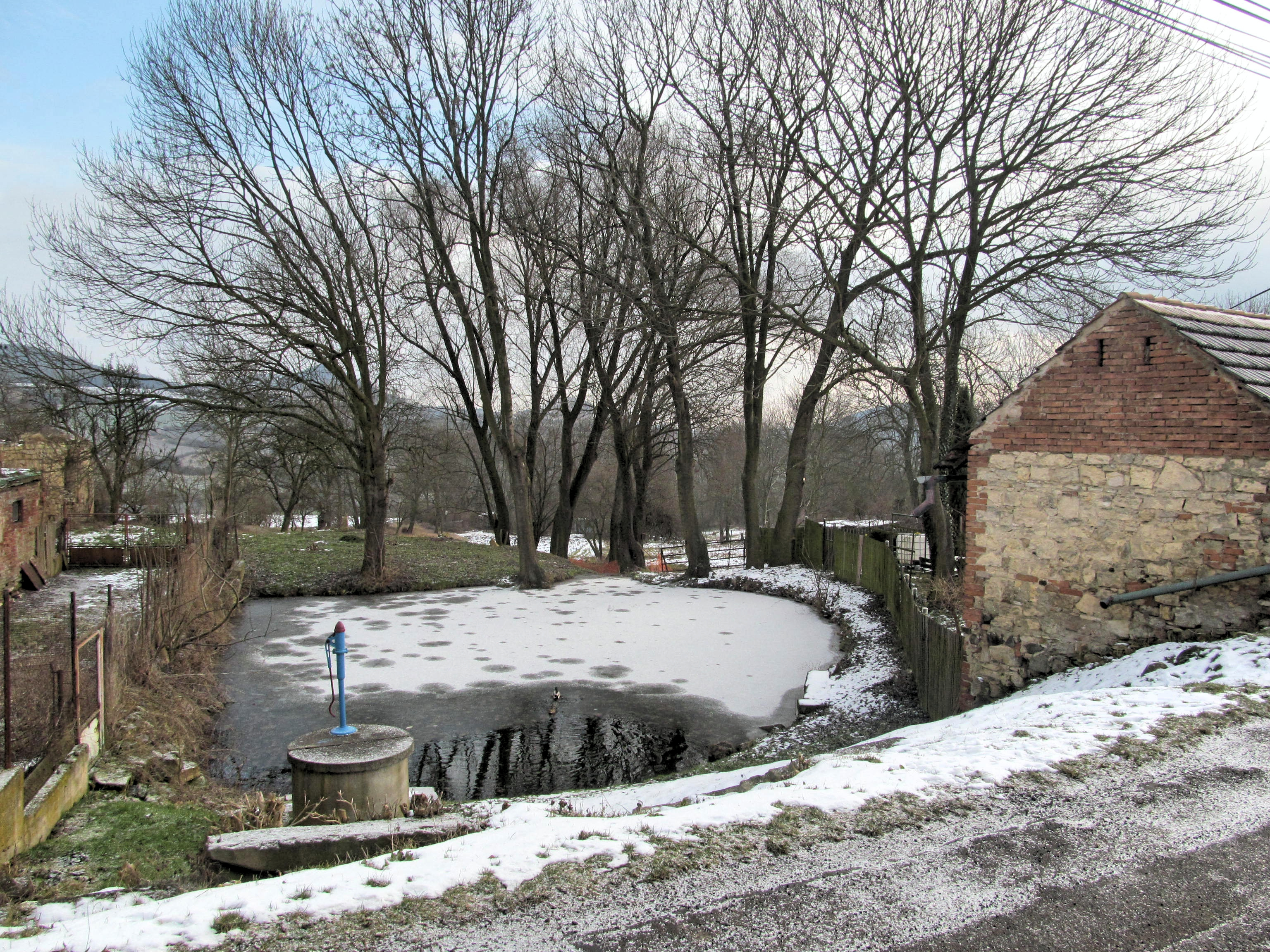
Rybník
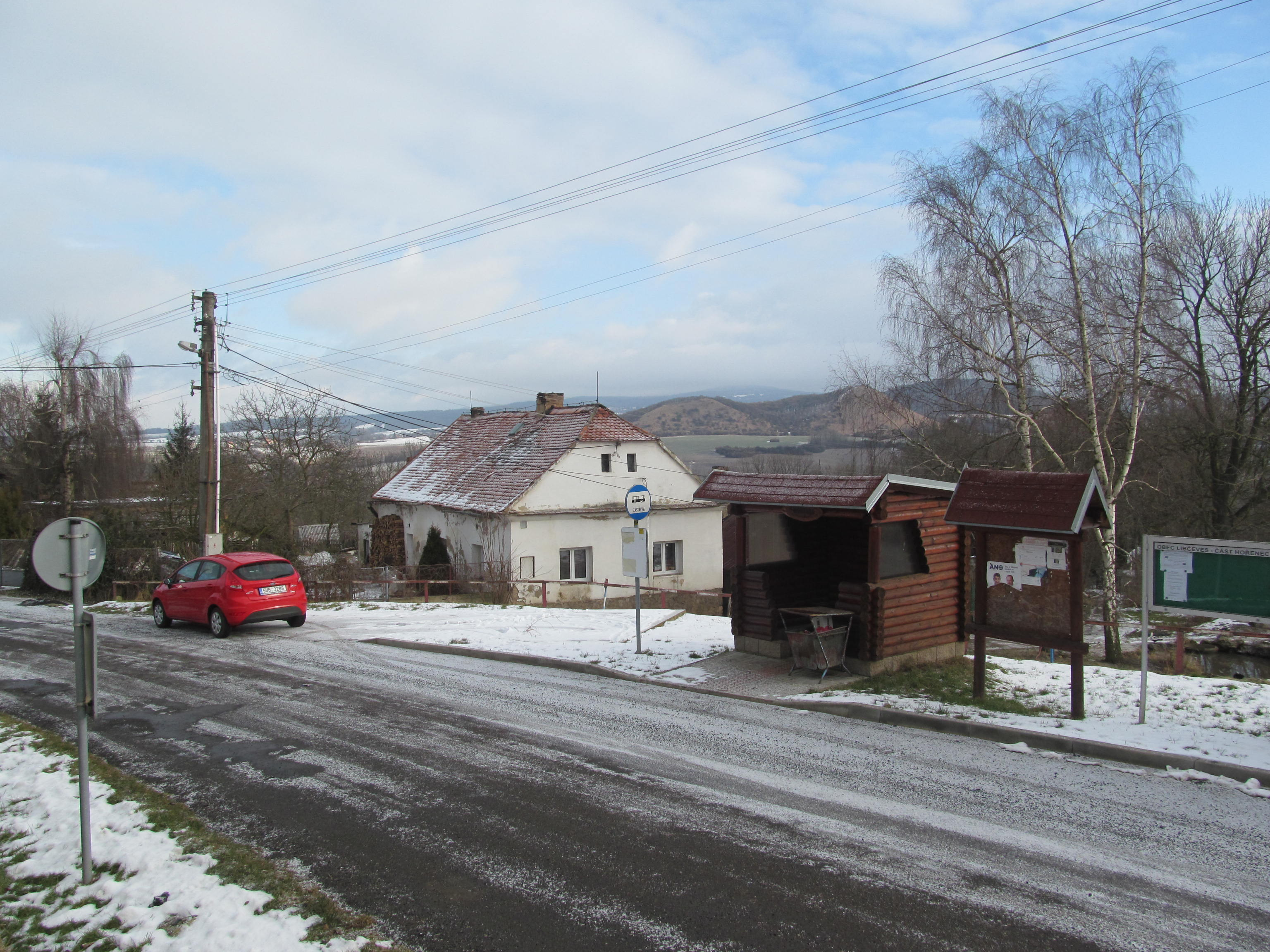
Autobusová zastávka
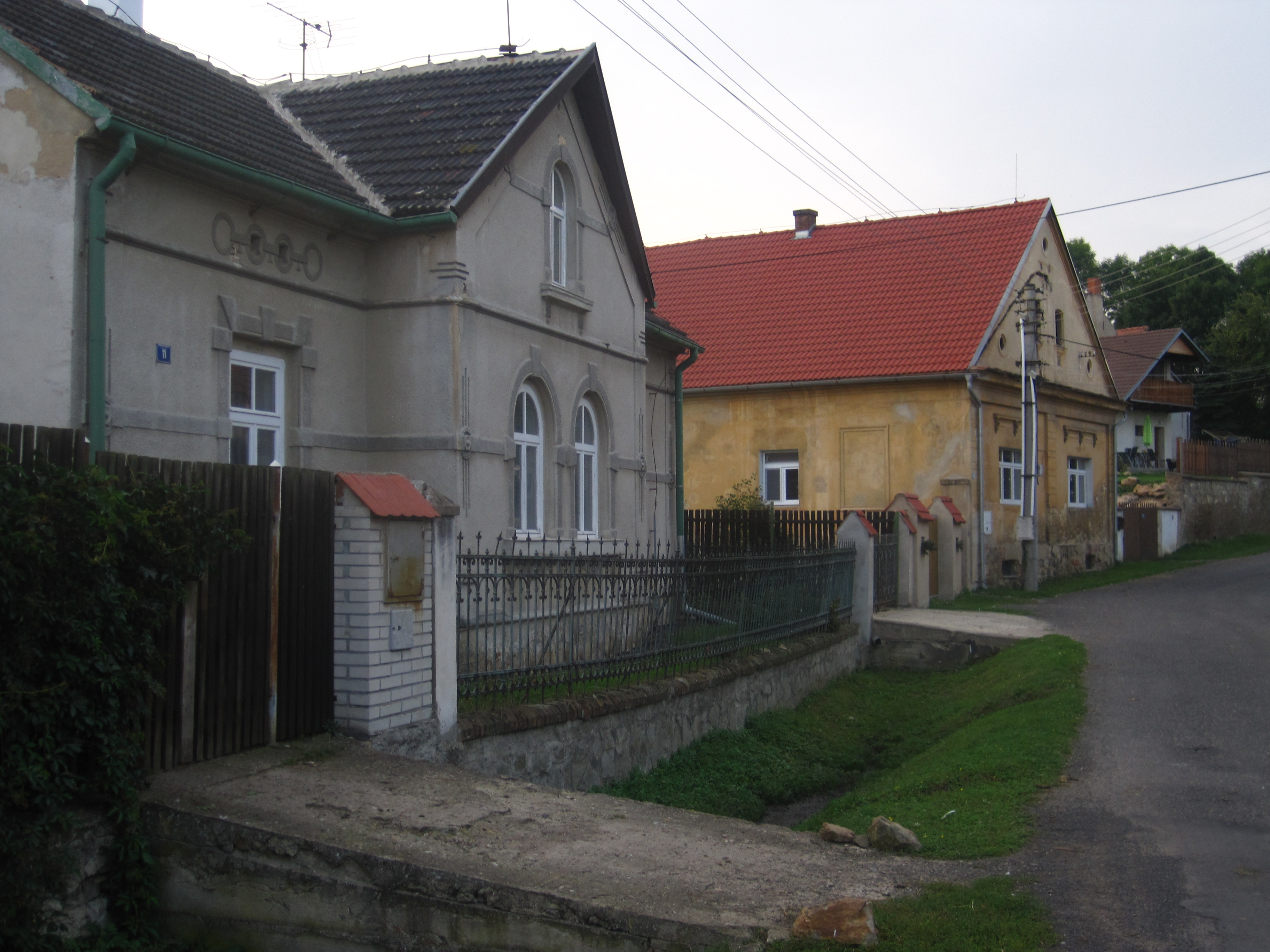
Chalupy čp. 11 (vlevo) a 12
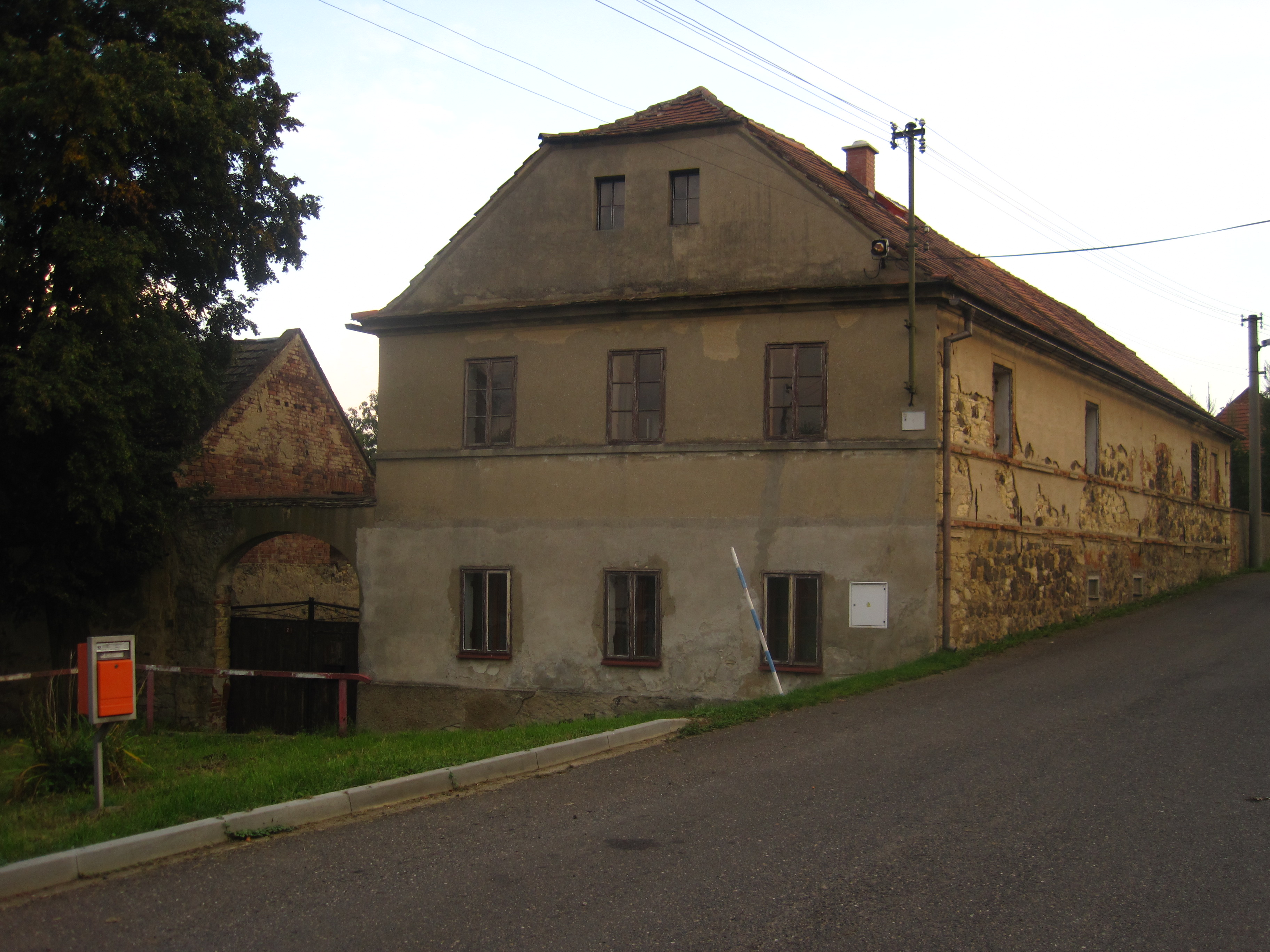
Statek čp. 2